# Sărulești (Buzău)
Sărulești is een Roemeense gemeente in het district Buzău.
Sărulești telt 1448 inwoners.